# Cuadra (Einheit)
Die Cuadra war ein spanisches Längenmaß in Argentinien und Chile. Mit einem Gesetz vom 19. Juli 1849/ab 1. Januar 1859 gültig, sollte das französische Maßsystem in Spanien eingeführt werden, aber die Vara rettete sich über die Reform, und so hatte
- 1 Vara = 0,836 Meter

Die Vara differierte leicht und das hatte Auswirkung auf die Cuadra.
- Chile: 100 Meter = 119 Varas[1] daraus folgt 1 Vara = 0,840336 Meter
  - Chile: 1 Cuadra = 150 Varas = 127,119 Meter[2]
- Argentinien (Buenos Aires), Paraguay: 1 Cuadra = 150 Varas = 129,9 Meter[2]
- 1 Cuadra = 150 Varas = 450 Pié[3]
- 40 Cuadras = 1 Legua (Meile) = 6000 Varas = 5196 Meter[4]
- Uruguay (seit 1862): 1 Cuadra = 100 Varas = 85,9 Meter[2]
  - Uruguay (Flächen- und Feldmaß): 10.000 Quadrat-Varas = 7378,81 Quadratmeter[2]